# Comunele Italiei (E)
Această pagină conține lista comunelor din Italia a căror nume începe cu litera E. 
Pentru fiecare comună este indicată provincia și regiunea de care aparține.
| Comună         | Provincia | Regiune               |
| -------------- | --------- | --------------------- |
| Eboli 2624     | Salerno   | Campania              |
| Edolo 2625     | Brescia   | Lombardia             |
| Egna 2626      | Bolzano   | Trentino-Alto Adige   |
| Elice 2627     | Pescara   | Abruzzo               |
| Elini 2628     | Nuoro     | Sardinia              |
| Ello 2629      | Lecco     | Lombardia             |
| Elmas 2630     | Cagliari  | Sardinia              |
| Elva           | Cuneo     | Piemont               |
| Emarèse        | Aosta     | Valle d'Aosta         |
| Empoli         | Florența  | Toscana               |
| Endine Gaiano  | Bergamo   | Lombardia             |
| Enego          | Vicenza   | Veneto                |
| Enemonzo       | Udine     | Friuli-Veneția Giulia |
| Enna           | Enna      | Sicilia               |
| Entracque      | Cuneo     | Piemont               |
| Entratico      | Bergamo   | Lombardia             |
| Envie 2640     | Cuneo     | Piemont               |
| Episcopia      | Potenza   | Basilicata            |
| Eraclea        | Veneția   | Veneto                |
| Erba           | Como      | Lombardia             |
| Erbè 2644      | Verona    | Veneto                |
| Erbezzo 2645   | Verona    | Veneto                |
| Erbusco        | Brescia   | Lombardia             |
| Erchie         | Brindisi  | Puglia                |
| Ercolano       | Napoli    | Campania              |
| Erice          | Trapani   | Sicilia               |
| Erli 2650      | Savona    | Liguria               |
| Erto e Casso   | Pordenone | Friuli-Veneția Giulia |
| Erula          | Sassari   | Sardinia              |
| Erve           | Lecco     | Lombardia             |
| Esanatoglia    | Macerata  | Marche                |
| Escalaplano    | Cagliari  | Sardinia              |
| Escolca        | Cagliari  | Sardinia              |
| Esine          | Brescia   | Lombardia             |
| Esino Lario    | Lecco     | Lombardia             |
| Esperia        | Frosinone | Lazio                 |
| Esporlatu 2660 | Sassari   | Sardinia              |
| Este           | Padova    | Veneto                |
| Esterzili      | Cagliari  | Sardinia              |
| Etroubles      | Aosta     | Valle d'Aosta         |
| Eupilio        | Como      | Lombardia             |
| Exilles 2665   | Torino    | Piemont               |